# 金沢由香
金沢 由香（かなざわ ゆか、1978年11月19日 - ）は、宮城県出身の女性フィギュアスケート選手。東北学院大学卒。

## 経歴
- 8歳でスケートを始め、長久保裕に師事。
- 1997年1月の第65回全日本フィギュアスケート選手権で村主章枝、荒川静香に次ぐ3位となり、翌シーズンに控えた長野オリンピックの有力候補となった。1997-1998年シーズン、全日本フィギュアスケートジュニア選手権で初優勝を飾る。長野オリンピック代表選考会となった1997年12月の第66回全日本フィギュアスケート選手権では5位となり、オリンピック代表に選出されなかった。
- 1998-1999年シーズンの第67回全日本フィギュアスケート選手権で3位となり、1999年四大陸フィギュアスケート選手権では11位となった。
- 大学卒業となった2000-2001年シーズンをもってアマチュア引退。

## 主な戦績
| 大会/年            | 1996-97 | 1997-98 | 1998-99 | 1999-00 | 2000-01 |
| ------------------ | ------- | ------- | ------- | ------- | ------- |
| 四大陸選手権       |         |         | 11      |         |         |
| 全日本選手権       | 3       | 5       | 3       | 7       | 7       |
| GPスパルカッセン杯 |         |         |         |         | 9       |
| GPロシア杯         |         |         | 4       | 8       |         |
| GPスケートアメリカ |         | 7       |         | 8       |         |
| ユニバーシアード   |         |         | 4       |         | 11      |
| 世界Jr.選手権      |         | 8       |         |         |         |
| 全日本Jr.選手権    | 3       | 1       |         |         |         |